# Callipallene californiensis
Callipallene californiensis är en havsspindelart som först beskrevs av Hall, H.V.M. 1913.  Callipallene californiensis ingår i släktet Callipallene och familjen Callipallenidae. Inga underarter finns listade.